# De opwekking van Lazarus (Ouwater)
De opwekking van Lazarus is een schilderij van de Haarlemse kunstschilder Albert van Ouwater, gemaakt in het derde kwart van de 15e eeuw.
Het is het enige werk dat met zekerheid aan Ouwater kan worden toegeschreven. De identificatie is te danken aan Karel van Mander die er een vrij uitvoerige beschrijving van geeft in zijn Schilder-Boeck, zo'n anderhalve eeuw later. Vooral de details over "een schoon Metselrije van eenen Tempel" en "eenige aerdighe Vroukens, (...) die toesaghen door Choor pilaerkens" laten er volgens de meeste kunsthistorici geen twijfel over bestaan dat het om dit schilderij gaat.
Het schilderij stelt de opwekking van Lazarus door Christus voor, zoals beschreven in het Bijbelboek Johannes. Veel schilders hebben het verhaal uitgebeeld, maar zelden in het interieur van een kerk. Het idee hiervoor kan ontleend zijn aan De opgraving van de H. Hubertus (National Gallery, Londen), een anoniem schilderij in de stijl van Rogier van der Weyden. De verdere uitwerking van de architectuur en de compositie is gebaseerd op de Madonna met kanunnik Joris van der Paele van Jan van Eyck.
Door het schilderij in een kerk te situeren (en niet in de openlucht, zoals in het Bijbelverhaal) gaf Ouwater een symbolische betekenis aan de voorstelling. De romaanse architectuur en de scènes uit het Oude Testament die op de kapitelen van de pilaren op de achtergrond zijn gebeiteld, wijzen erop dat de gebeurtenissen zich afspelen in de wereld vóór de komst van de Messias. De opwekking van Lazarus vormt hiermee een contrast: zowel het open graf als de houding van Lazarus vormen een soort beeldrijm met de traditionele uitbeelding van de Opstanding van Christus, en de compositie in zijn geheel kijkt vooruit naar het Laatste Oordeel met links de uitverkorenen en rechts de verdoemden. Het schilderij zou dan ook evengoed De opstanding van Lazarus kunnen heten. In het midden, achter Lazarus, staat Petrus als de vertegenwoordiger van de christelijke kerk, die de figuren rechts lijkt uit te leggen wat er op het spel staat.
Volgens Van Mander hebben de Spanjaarden het schilderij na het Beleg van Haarlem in 1573 "sonder betalen" naar Spanje meegenomen, maar het kan ook om een ander schilderij met hetzelfde onderwerp zijn gegaan, bijvoorbeeld De opwekking van Lazarus van Ouwaters mogelijke leerling Geertgen tot Sint Jans. Het werk van Ouwater werd in 1889/90 aangekocht door de Gemäldegalerie in Berlijn uit de verzameling van markies Mamelli (of Manelli) in Genua.